# Fritz Hintz-Fabricius
Fritz Hintz-Fabricius, nom de scène de Fritz Hermann Hintz (né le 7 février 1891 à Marienburg, mort le 22 août 1968 à Vienne) est un acteur autrichien.

## Biographie
On sait très peu de choses sur les débuts de Hintz-Fabricius. Il est actif en tant que chanteur au théâtre à partir des années 1910, s'arrêtant notamment à Düsseldorf, Kassel, Sibiu (situé dans son ancienne patrie, où il fut également autorisé à travailler comme metteur en scène au Deutsches Landestheater) et, à partir de la saison 1938-1939, à Berlin. Dans la capitale allemande, Hintz-Fabricius se produit au théâtre de l'Admiralspalast, au Theater Unter den Linden et au Theater am Nollendorfplatz, où il est aussi metteur en scène. À son arrivée à Vienne au milieu de la Seconde Guerre mondiale (saison 1942/43), Hintz-Fabricius se produit dans des théâtres autrichiens tels que le Kammerspiele et le Theater in der Josefstadt. Après la Seconde Guerre mondiale, il ne fait plus partie d'un ensemble permanent.
À son arrivée à Berlin, Hintz-Fabricius joue pour la première fois devant la caméra quelques jours seulement après le déclenchement de la guerre en septembre 1939. Dès le début, il ne joue que de petits rôles, principalement sous le nom de Hintz-Fabricius, où il incarne le notable et le dignitaire comme un noble, un prêtre et un général, un président de cour et un médecin hospitalier, un chanteur d'opéra et un professeur, mais aussi un directeur de casino et un envoyé. Il tourne un certain nombre de téléfilms jusqu'à peu de temps avant sa mort.
Fritz Hintz-Fabricius est membre de la loge maçonnique Lessing Zu den 3 Ringen en 1954 et en 1960 membre fondateur de la loge Libertas.

## Filmographie
- 1940 : La Fugue de Monsieur Patterson (de)
- 1940 : Trenck, der Pandur (de)
- 1940 : Scandale à Vienne
- 1940 : Bismarck
- 1940 : La Chaste Bien-aimée
- 1941 : Le Chemin de la liberté
- 1941 : Je t'aimerai toujours
- 1941 : Ich klage an
- 1941 : La Belle Diplomate
- 1941 : Ein Windstoß (de)
- 1942 : Der Fall Rainer (de)
- 1947 : Die Welt dreht sich verkehrt (de)
- 1948 : Le Procès
- 1949 : Duel avec la mort
- 1953 : Heute nacht passiert's (de)
- 1953 : Franz Schubert (de)
- 1954 : L'Écho des montagnes
- 1955 : Docteurs et Infirmières
- 1955 : Piroschka (de)
- 1955 : 08/15 Go Home
- 1956 : Weil du arm bist, mußt du früher sterben
- 1956 : Wilhelm Tell
- 1956 : Mon mari se marie aujourd'hui
- 1957 : La Tour de verre
- 1957 : Der Parasit (TV)
- 1958 : Eva küßt nur Direktoren
- 1958 : Biologie und Tennis (TV)
- 1958 : Perichole (TV)
- 1958 : Das Lächeln der Gioconda (TV)
- 1958 : Sebastian Kneipp - Ein großes Leben (de)
- 1959 : Les Géants de la forêt
- 1960 : Brigitte et les hommes (de)
- 1960 : Ihre Durchlaucht (TV)
- 1960 : Schatten der Helden (TV)
- 1960 : Wegen Verführung Minderjähriger (de)
- 1960 : L'Héritage de Björndal
- 1960 : Le Pont du destin
- 1960 : Die eiskalte nacht (TV)
- 1961 : Nachsaison (TV)
- 1962 : Die Großherzogin von Gerolstein (TV)
- 1962 : Romanze in Venedig (de)
- 1962 : Die Besessenen (TV)
- 1963 : Du und ich (TV)
- 1963 : Liliom (TV)
- 1964 : Der Verschwender (TV)
- 1964 : Die Bekehrung des Ferdys Pistora (de) (TV)
- 1965 : Radetzkymarsch (de) (TV)
- 1966 : Donaugeschichten (série télévisée, 1 épisode)
- 1966 : Ein Bruderzwist in Habsburg (TV)
- 1966 : Rette sich, wer kann oder Dummheit siegt überall (TV)